# Vasco de Ataíde
Pour les articles homonymes, voir Ataíde.
Vasco de Ataíde était un marin portugais qui commandait l'un des navires de l'expédition de Pedro Álvares Cabral en 1500, lors de la découverte du Brésil. Son frère, Pero de Ataíde, était aussi du voyage. Ce dernier commandait le navire São Pedro.
Il était fils bâtard de Dom Pedro de Ataíde, abbé de Penalva, qui était fils illégitime de Dom Álvaro Gonçalves de Ataíde, comte de Atouguia.
Le 23 mars 1500, alors que l'expédition a quitté le Portugal deux semaines auparavant, et se trouve au large de l'île de São Nicolau, il disparait avec son nau et son équipage de 150 hommes. Selon Vaz de Caminha "Lundi, à l'aube, la flotte de Vasco de Ataíde n'était plus là. Il n'y avait pas eu d'orage ou de vent fort pendant la nuit. Le capitaine se démena pour le retrouver, cherchant encore et encore, mais Ataíde n'était plus là."